# 中國國民黨
中國國民黨（英語：或），簡稱國民黨，是中華民國主要政黨之一，目前並為該國最大在野黨，在立法院（國會）立法委員及地方縣市首長方面均擁有多數席次。其前身為1894年11月24日成立於夏威夷共和國（今美國夏威夷州）檀香山的革命團體兴中会，後先後改組為中国同盟会、國民黨、中華革命黨，1919年10月10日經孫中山於上海法租界改組而改用現名。以該黨為首的泛藍陣營，與民主進步黨為首的泛綠陣營，並列為臺灣的兩大政治陣營。該黨現任黨主席為朱立倫，中央黨部則位於臺北市中山區。
1911年，國民黨的前身中國同盟會發動武昌起義，隨後擴大成辛亥革命，直接促成中華民國建立以及清朝滅亡。1928年起，國民黨領導的國民政府率領國民革命軍完成北伐並在东北易帜後統一中國，並在隨後的抗日戰爭率領中國取得勝利。但至1949年底，國民黨由於其領導的中華民國政府在第二次国共内战中失利，中央黨部隨政府遷往臺灣，之後透過動員戡亂與戒嚴的政治體制持續成為中華民國的執政黨，並以一黨專政的方式統治以臺灣為中心的中華民國實控領土。1980年代臺灣民主化浪潮興起後，國民黨在1990年代以執政黨之姿，在國內完成沒有流血或政變的政治改革，但仍在2000年總統選舉落敗而首次成為在野黨；之後透過贏得2008年及2012年的總統選舉二度執政，至2016年總統及立委選舉後再度成為在野黨，於2024年立委選舉又成為國會最大黨至今。

## 歷史

### 大陸時期

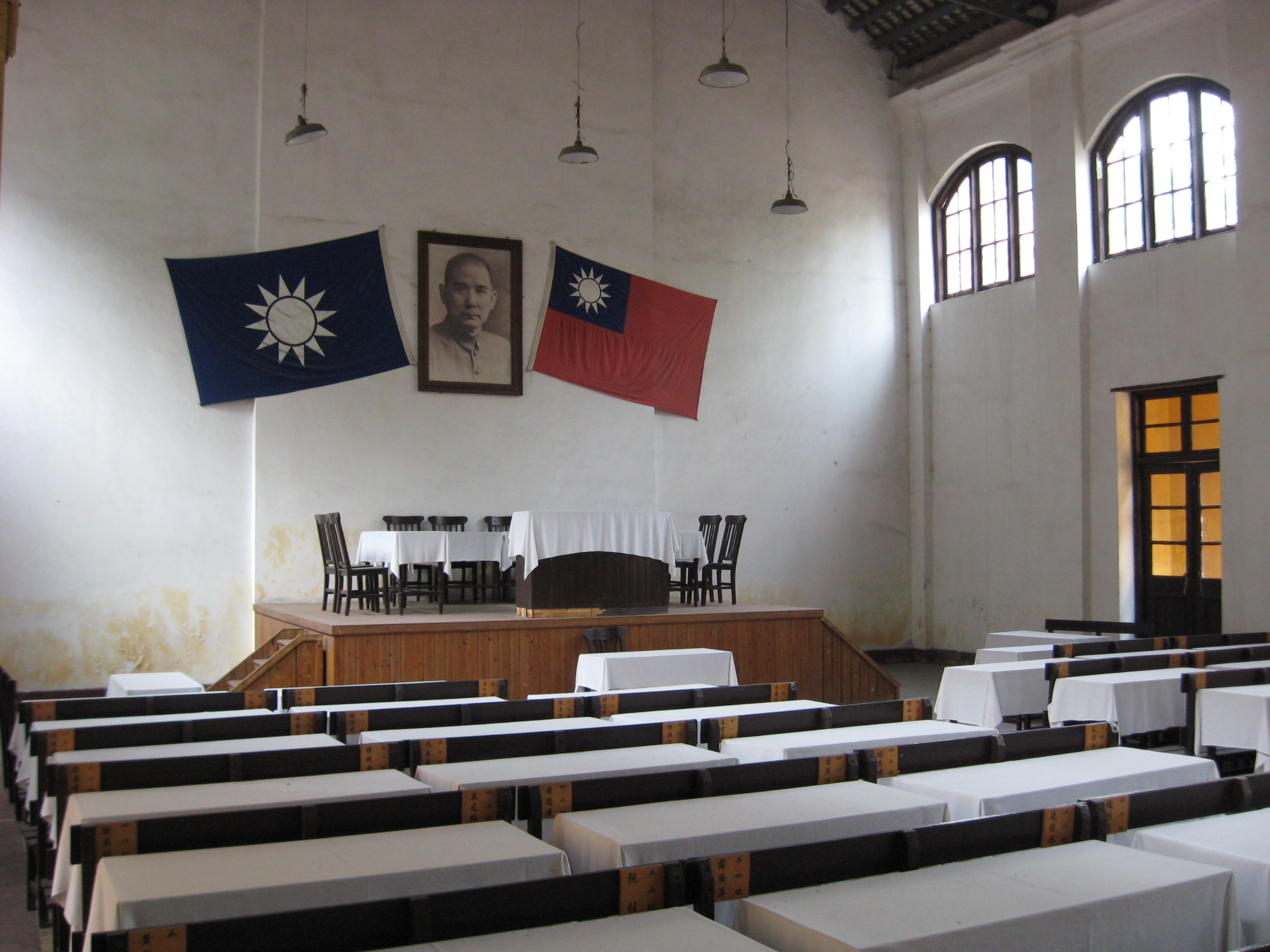
1924年中國國民黨第一次全國代表大會在國立廣東高等師範學校禮堂舉行

中國國民黨的最早前身为孫中山等人於1894年11月24日在夏威夷共和國（今美國夏威夷州）檀香山成立的革命組織興中會，試圖以共和政體取代中國當時實行君主專制政體的滿清政府。1905年興中會聯合其它革命團體於日本東京組成中國同盟會，孫中山成為同盟會總理。1911年由同盟會領導的辛亥革命成功後，次年1月1日於南京成立中華民國临时政府，1912年8月，同盟會又和一些政團合併，以「共和之制，國民為國主體，吾人於使人不忘其義」為由改稱國民黨。1912年8月25日下午1時，國民黨成立大會在北京湖廣會館召開，正式宣佈國民黨誕生。值得一提的是，此次组党的目的与党的组织形式主要是为了参与《中华民国临时约法》中规定的国会选举。1913年初，國民黨於首次國會選舉中在參議院與眾議院皆獲得最多席次成為國會最大黨，代理理事長宋教仁成为总理，乘火车北上组阁卻於3月20日被暗殺，輿論懷疑兇嫌受時任大總統袁世凯唆使，國民黨认为袁世凯试图违宪遂發動二次革命，但因力量涣散失敗，孫中山流亡日本。11月袁世凯将所有国民党籍议员逐出国会并在4日勒令解散國民黨。
1914年7月，孫中山於東京另組中華革命黨號召繼續革命，1919年10月10日，中華革命黨在上海法租界改組為中國國民黨，簡稱為國民黨。1921年4月2日，孙中山在广州重建中华民国政府。1924年1月20日至30日期间，国民党举行第一次全国代表大会，总理孫中山提出聯俄容共，以取得蘇共的軍火與財力支援，同時引入蘇共顧問对党章进行了改写，根据列宁主义政党的模式改造国民党:413，为建立一个训政的一党制国家做准备，此後被稱為「黨國體制」。这段时期，中国共产党党员以个人形式加入国民党，第一次国共合作开始，同时也给蒋中正之后发动四一二事变埋下了伏笔。1925年，孫中山逝世，同年蔣中正領導黃埔軍校師生發動国民革命军东征，完全佔領廣東。1926年1月中国国民党第二次全国代表大会议决接受总理遗嘱和第一次全國代表大會所定的政纲，重申了“反帝、反军阀”的政治主张。大会议决继续执行聯俄容共的政策。1927年國民革命軍北伐期間，国民党内部以蒋中正为首的清共势力和以汪精卫为首的容共势力发生宁汉分裂（中共称之为国民党发动的反革命政变）。但共产国际的五月指示导致总书记陈独秀被罢免后，中共激进派与汪精卫的关系恶化，双方摩擦迅速加剧，为了重新掌控局势，汪精卫决意发动武装清党并投靠南京国民政府，史称“宁汉复合”。
国民党从1928年國民革命軍北伐成功、南京国民政府名义上统一全国。1929年3月，国民党第三次全国代表大会正式宣布军政时期结束，「以黨治國」的训政时期开始。1931年由于国民党内部分裂，第四次全國代表大會由宁、粤、沪三方分别举行。1931年12月15日四届一中全会召开，宣告国民党统一。会议对宁、粤、沪三方大会选出的委员一概承认；中央政治会议不专设主席，改常委制。1936年西安事变发生后，蒋中正暂缓剿共，中共则发表《共赴国难宣言》，第二次国共合作开始。1937年7月7日發生盧溝橋事變（七七事變），第二次中日战争全面爆發，國民黨副總裁汪兆铭主张与日军媾和，並在随后建立汪精衛政權，另组“中國國民黨”。1939年1月1日，国民党中央执委会临时会议决议，开除汪兆铭的国民党党籍并撤销其一切公职。1945年5月，國民黨六全大會在重慶召开，推蔣中正連任總裁，決定於11月12日召開國民大會:46。
1945年抗戰勝利後，以「國民黨左派」為基本骨幹的三民主義同志聯合會（簡稱「民聯」）和中國國民黨民主促進會（簡稱「民促」）分別在重慶和廣州成立，國民黨「左派」與「右派」漸行漸遠，1948年更在香港宣佈成立中國國民黨革命委員會。目前是中華人民共和國全國人大常委會第四大黨。同時，中國共產黨與國民黨領導的國民政府（1948年5月改組為中華民國政府，仍由國民黨執政）間的第二次国共内战如火如荼地進行，戰況對國民黨方愈發不利。
1947年4月，国民政府改组，設國務會議，由中國國民黨、中国青年党、中国民主社会党人士及社會賢達，分任國民政府委員，蔣介石仍被推選任國民政府主席，而以孫科任副主席，一黨訓政自此結束:51。
1949年2月1日，國民黨「中央黨部遷往廣州辦公」:148。4月22日，中央常務委員之下設「非常委員會」:188。5月17日，中央執行委員會電請蔣中正「打銷遁跡遠隱之意」:205。7月16日，國民黨在廣州成立中央非常委員會，規定“非經該委員會批准，政府一切政令均無效”:689。

### 臺灣時期
1949年8月，中國國民黨總裁辦公室在中華民國臺灣省臺北市草山成立:60。

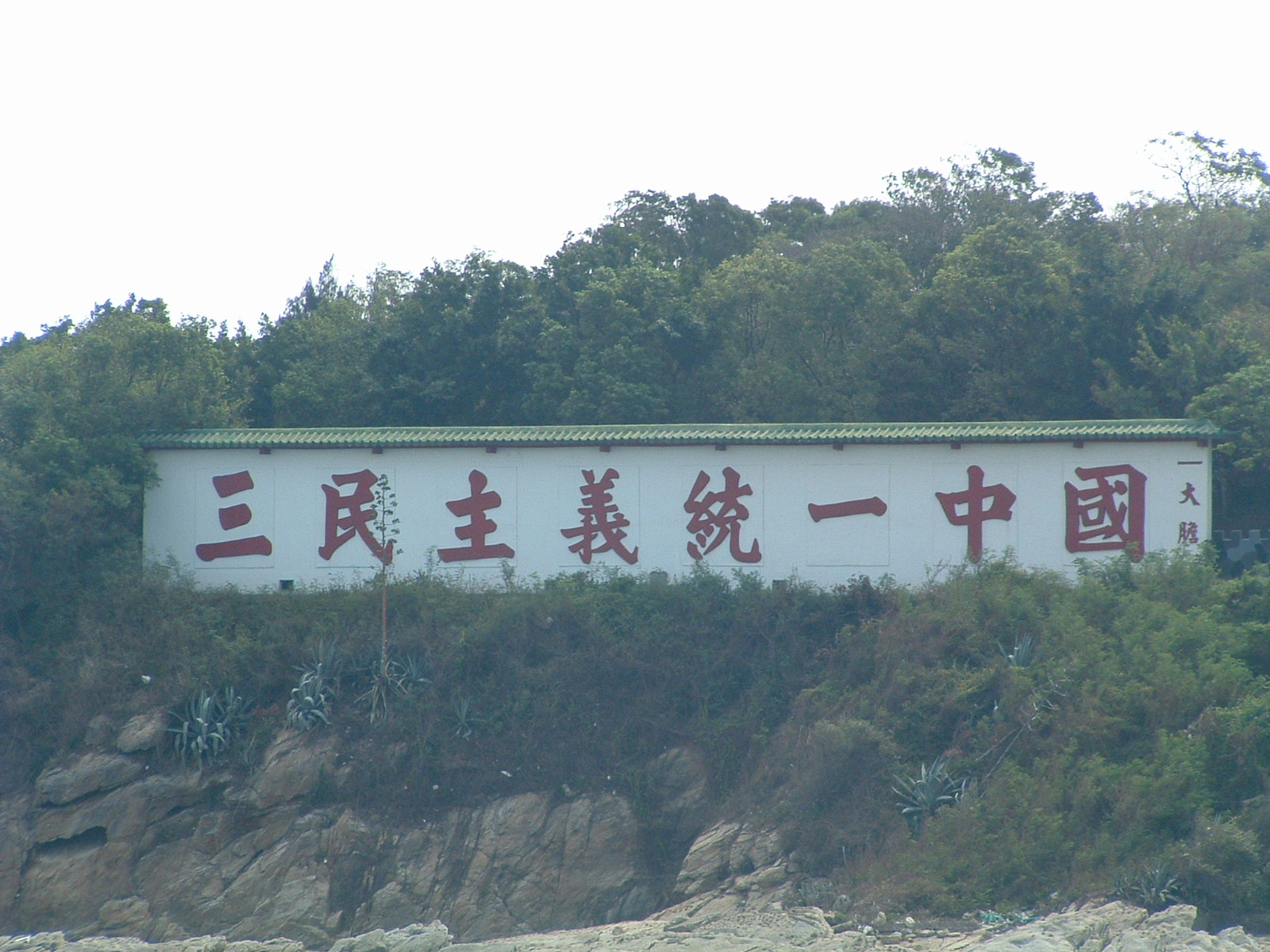
金門縣大膽島的「三民主義統一中國」心戰牆，1986年8月金防部司令趙萬富上將令烈嶼師長龔力少將興建，翌年同因三七事件去職。另有一面設於二膽島哨牆上

1949年底，國民黨中央黨部隨同中華民國政府遷至臺灣。1950年，「中國國民黨中央常務委員會決定管制黨員出國，任公職黨員未經批准不得出國」:309。3月1日，蔣中正復行視事後，「中國國民黨總裁辦公室」隨即撤銷，3月31日遷入陽明山腳下士林官邸:137。8月，中國國民黨中央改造委員會正式成立，改委員宣誓就職:65。9月，中國國民黨中央改造委員會通過「黨員歸隊實施辦法」:66。12月18日，中國國民黨中央改造委員會通過「反共建國聯合陣線計畫綱要」。12月23日，「中國國民黨中央改造委員會號召黨員歸隊」。因在大陸地區經歷中共率领的人民斗争以及為了防範共諜動搖台灣局勢，遷臺後至1980年代間，國民黨藉由臺灣省戒嚴令及動員戡亂實現一黨專制，成為中華民國長期的執政黨。

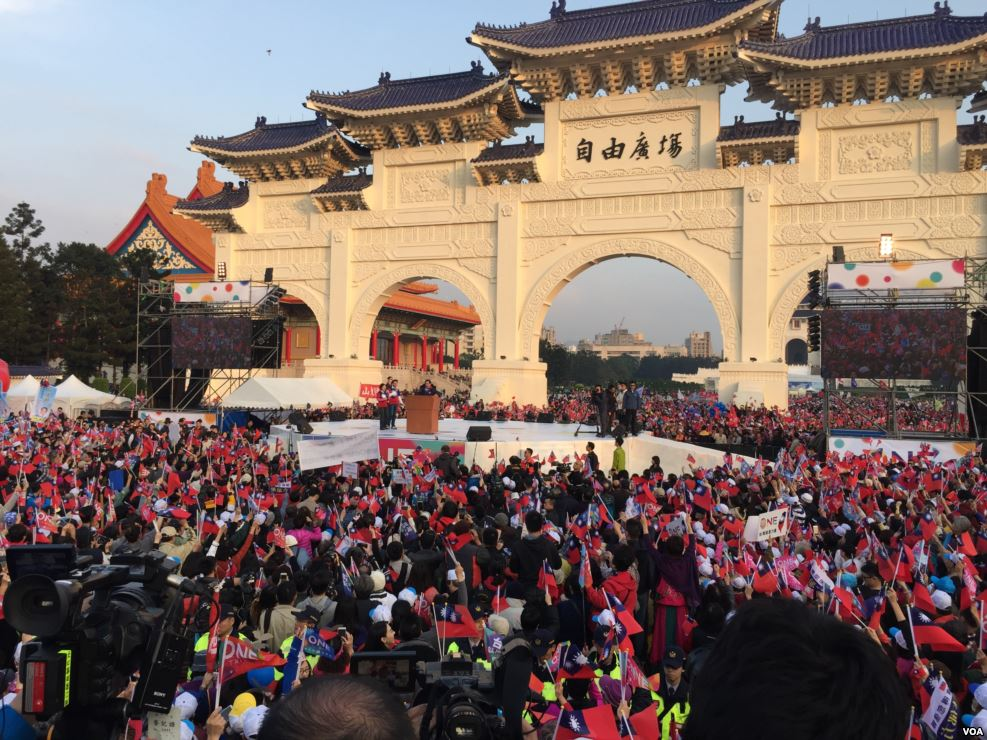
中國國民黨於2016年台灣大選選前舉辦造勢遊行

1975年4月5日，國民黨總裁蔣中正逝世:133。1975年4月28日，蔣中正之子蔣經國繼任黨主席。1981年十二全會通過了《貫徹以三民主義統一中國案》以及《中國國民黨黨章修正案》，成立了三民主義統一中國大同盟。1988年1月13日蔣經國逝世。1月27日，李登輝成為代理主席，7月正式成為國民黨主席。國民黨內部爆發主流派（擁李）與非主流派（反李）之爭，由李登輝領導的主流派勝出。此後，非主流派的趙少康、郁慕明等人從國民黨出走，另創新黨。
2000年總統選舉，國民黨敗選而首次成為在野黨。敗選後，黨內長期不滿李登輝的人士要求其辭去黨主席一職。在宋楚瑜宣佈將在黨外組織親民黨之後，李登輝即將國民黨主席一職交予連戰代理。連戰在國民黨十五屆中央委員會接任黨主席後，宣布舉行國民黨黨員重登記，整頓國民黨黨務。2001年9月21日，由於為政治立場相左的台灣團結聯盟候選人站台，李登輝正式被國民黨開除黨籍。2001年立法委員選舉中，國民黨再度遭到挫敗，失去立法院第一大黨的地位，但連同親民黨及新黨，泛藍仍獲得過半席次。2003年2月，國民黨和親民黨決定共同推出一組候選人連戰、宋楚瑜角逐2004年總統選舉，結果以不到3萬票之差敗選。
2005年，連戰與時任中共中央總書記胡锦涛在北京進行會談，並達成五點共識。之後，連戰表示不再續任國民黨主席，時任國民黨副主席、臺北市市長的馬英九擊敗時任立法院院長王金平並當選黨主席。2007年2月13日，馬英九因特別費案遭到起訴，辭去黨主席職務，副主席吳伯雄代理並當選黨主席。2008年馬英九當選總統，並在2012年成功連任，兼任黨主席。2013年爆發九月政爭，最終王金平在獲法院保留黨籍的情況下，繼續出任立法院院長。2014年九合一選舉國民黨慘敗，同年12月3日馬英九再次辭去黨主席。
2015年主席補選中，時任新北市市長朱立倫當選第七任主席。7月時任立法院副院長洪秀柱在全國代表大會上成為總統候選人。10月17日國民黨中央召開臨時全國代表大會上，決定廢止洪秀柱提名，改徵召時任新北市市長兼黨主席朱立倫參選總統。隔年總統選舉落敗後朱立即辭去黨主席，洪秀柱在補選當選成為國民黨首位女性黨主席，其任內兩岸主張一度改為一中同表。2017年黨主席選舉，前副總統吳敦義當選黨主席，國民黨的路線重新恢復為馬英九時期的一中各表。
2020年台灣大選，高雄市市長韓國瑜擔任總統候選人但最終敗選，吳敦義宣布為承擔敗選責任而辭去黨主席，經補選由立法委員江啟臣當選黨主席完成餘下任期。2020年6月6日，高雄市市長韓國瑜被罷免，成為首位被罷免的直轄市市長。9月6日全代會通過改革委員會提出之改革案，執行「財務穩健」、「組織改革」、「青年參與」、「兩岸論述」四大方向改革。2021年黨主席選舉，前主席朱立倫擊敗尋求連任的江啟臣而回任主席。2024年總統選舉，提名新北市市長侯友宜參選，但在與同為在野力量的前國民黨黨員、鴻海科技集團創始人郭台銘及台灣民眾黨主席、前臺北市市長柯文哲最終均整合失敗的情況下，提名2021年回歸國民黨的新黨創黨領袖、前立法委員、媒體人趙少康作為副總統候選人搭檔參選。同時提名上屆總統候選人、前高雄市市長韓國瑜為不分區立法委員第一位以拉抬選情。最終獲得467萬票敗選，不過在立法委員選舉中，國民黨重新成為立法院第一大黨，黨主席朱立倫也未延續此前總統選舉失利的傳統辭去黨主席職務。

## 黨紀誓詞

### 黨員誓詞

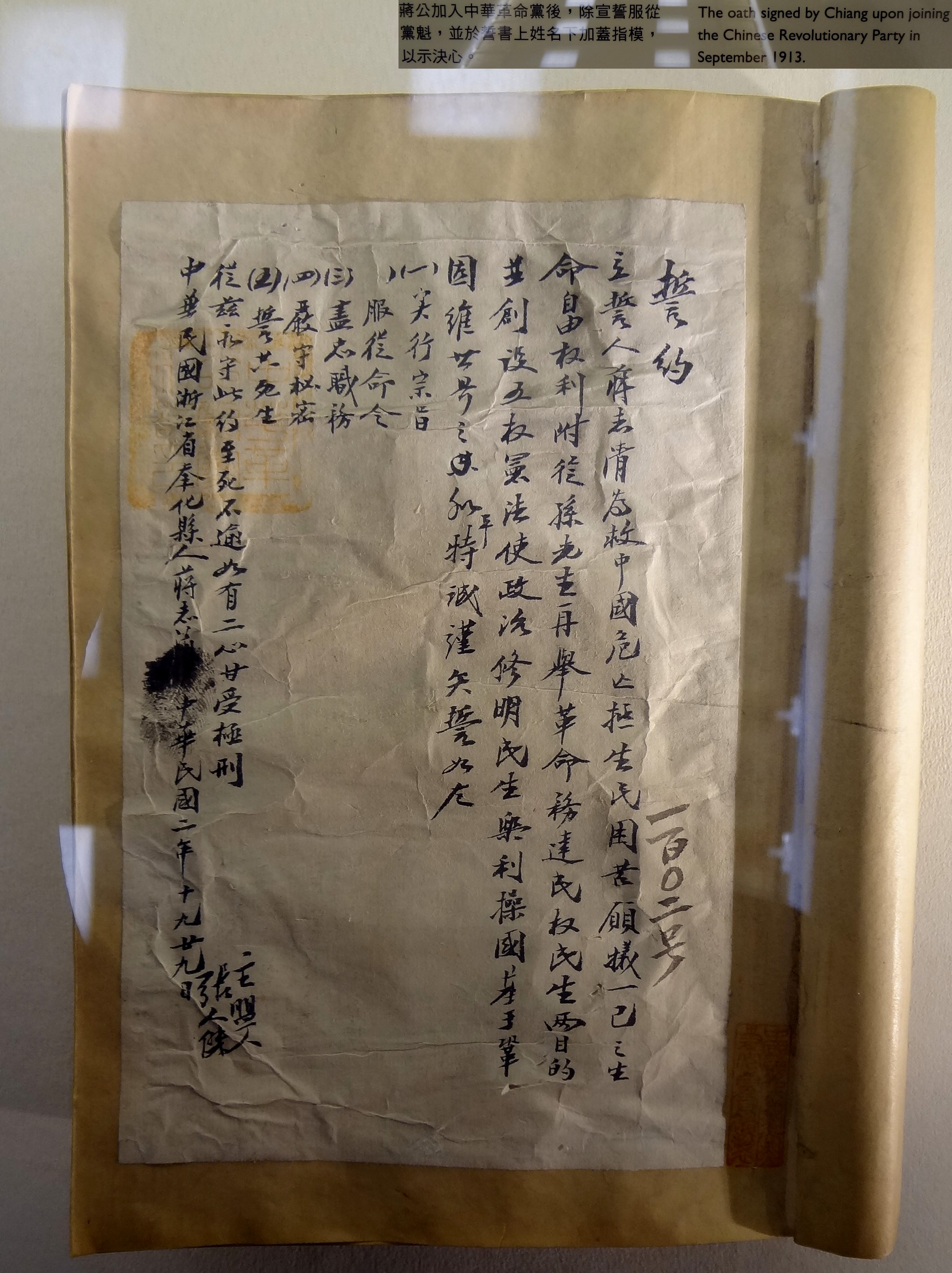
蔣中正加入中华革命党时的誓词

凡中華民國國民年滿十六歲以上，信仰三民主義，經地方黨部檢驗合格且願遵行黨章及黨員守則者，得依規定申請入黨。而其宣誓詞內容如下∶
| “                    | 余誓以至誠，加入中國國民黨為黨員，信仰三民主義。遵行本黨黨章及黨員守則，為建設臺灣為人本、安全、優質的社會，實現中華民國為自由、民主、均富和統一的國家而奮鬥。絕不參加或支持其他政黨，如有違背，願受黨紀處分，謹誓。 | ” |
| ——中國國民黨入黨誓詞 | |   |

### 黨主席誓詞
黨主席選出後，須在中央黨部所在地宣誓就職，而其宣誓詞內容如下：
| “                                                | 余誓以至誠，奉行三民主義，恪遵中華民國憲法，秉持中國國民黨建黨精神和奮鬥方向，凝聚黨員心力，賡續黨務改革，達成各項政治任務；同時積極結合各級從政同志，捍衛國家主權和民主尊嚴，全力爭取人民福祉，以重新贏回國人認同；更為拓展國際空間，維繫臺海和平穩定，促進中華民族兩岸雙贏而努力不懈。謹誓。 | ” |
| ——2021年朱立倫就任中國國民黨主席並於會中宣讀誓詞 | |   |

## 政治立場

### 政治主張
國家政法與兩岸議題
- 依據《中華民國憲法》，兩岸同屬一個中國，叫做中華民國，反對臺獨[54]和兩國論[55]
- 反共主義 （黨章第2條）[56][57][58]
- 反對民進黨所定義兩岸為特殊的國與國關係，反對台灣取代中華民國作為國號[59][60]
- 反對去中國化及文化台獨[61]
- 支持海峽兩岸簽署兩岸和平協議，為「中國統一」創造條件[62][63][64]
- 簽訂海峽兩岸貨品貿易協議[65]和海峽兩岸服務貿易協議[66][67]
- 反對境外勢力影響透明法[68]
- 反對反滲透法，推動反併吞中華民國法[69]。
- 捍衛中華民國[70]
- 捍衛憲政民主價值（黨章第2條）[54]
- 堅持九二共識，與中國共產黨加強交流合作[71]
- 中國大陸台商應遵守當地相關法令[72]

國家民生議題
- 反對年金改革[73]
- 支持重啟核四，用核能取代一部分的燃煤和燃氣發電[74]
- 反對中華民國國產高端疫苗通過緊急使用授權生產[75]
- 反對進口使用萊克多巴胺的豬肉[76]
- 支持2021年中華民國全國性公民投票四项议题[77]

#### 歷史上的政治主張
- 興中會時期：「驅逐韃虜，恢復中華，創立合眾政府」。
- 中國同盟會時期：「恢復中華，創立民國，平均地權」。
- 國民黨時期：「政治統一、地方自治、種族團結、民生政策、國際和平」。
- 中華革命黨時期：「實行民權、民生兩主義，掃除專制政治，建設完全民國」。
- 中國國民黨時期：「結合全國民眾，達成實行三民主義建設新中國之歷史使命」。
- 中國國民黨第一次全國代表大會宣布，國民黨的主義即三民主義（民族、民權、民生）。
- 中國國民黨第七次全國代表大會通過「反共抗俄基本論」。
- 中國國民黨第十二次全國代表大會通過「貫徹以三民主義統一中國案」。

### 台湾海峡兩岸立場
- 蔣中正時期：主張以武力消滅中國共產黨政權，進而「光復大陸國土，解救大陸同胞」[79]。
- 蔣經國時期：前期仍維持蔣中正武力「反攻大陸」的主張，後期提出「三民主義統一中國」之具體政策[80]。
- 李登輝時期：初期設立國家統一委員會、行政院大陸委員會和海峽交流基金會，並制定國統綱領，延續蔣經國時代方針。但後期因應現狀主張特殊的國與國關係的“兩國論”。經濟上，在面對臺商團體開放投資中國大陸之主張，以戒急用忍政策回應。其任期內之1992年，兩岸舉行「辜汪會談」，與會秘書蘇起在2000年宣稱此一會談結果乃有「許多共識」，並簡稱為「九二共識」，但不被李登輝所承認。[來源請求]
- 連戰時期：以「一個中國，各自表述」的「九二共識」來推動「國共和解、兩岸關係和平發展」。[來源請求]
- 馬英九、吳伯雄時期：繼續以「一個中國，各自表述」的「九二共識」來維持兩岸的發展。[來源請求]
- 第1次朱立倫時期：解釋九二共識為「兩岸同屬一中，但內涵定義有所不同」，有別於馬英九的「一個中國 ，各自表述」。[81][82][83][84][85][86]
- 洪秀柱時期：選總統期間曾主張「一中同表」，批評馬英九的一中各表不為大陸當局所接受[87]，在與中共中央總書記习近平會晤時，對九二共識的定義為：「求一中原則之同，存一中含義之異」。
- 吳敦義時期：改以「一中各表」的「九二共識」來試圖維持兩岸的交流。[來源請求]
- 江啟臣時期：呼籲中國大陸政府不可借台獨逼商、不該以專斷作為處理COVID-19疫情與香港反送中運動、應放棄對台武力威脅，路線則改為「親美和陸」[88]、「反共不反中」路線[89]、「沒有中華民國，就沒有九二共識」、「拒絕一國兩制」[90][91]、推動台美復交和美軍協防台灣[92][93]。
- 第2次朱立倫時期：「3D」戰略，Deterrence（嚇阻）、Dialogue（對話）與De-escalation（降低風險）。

## 組織架構

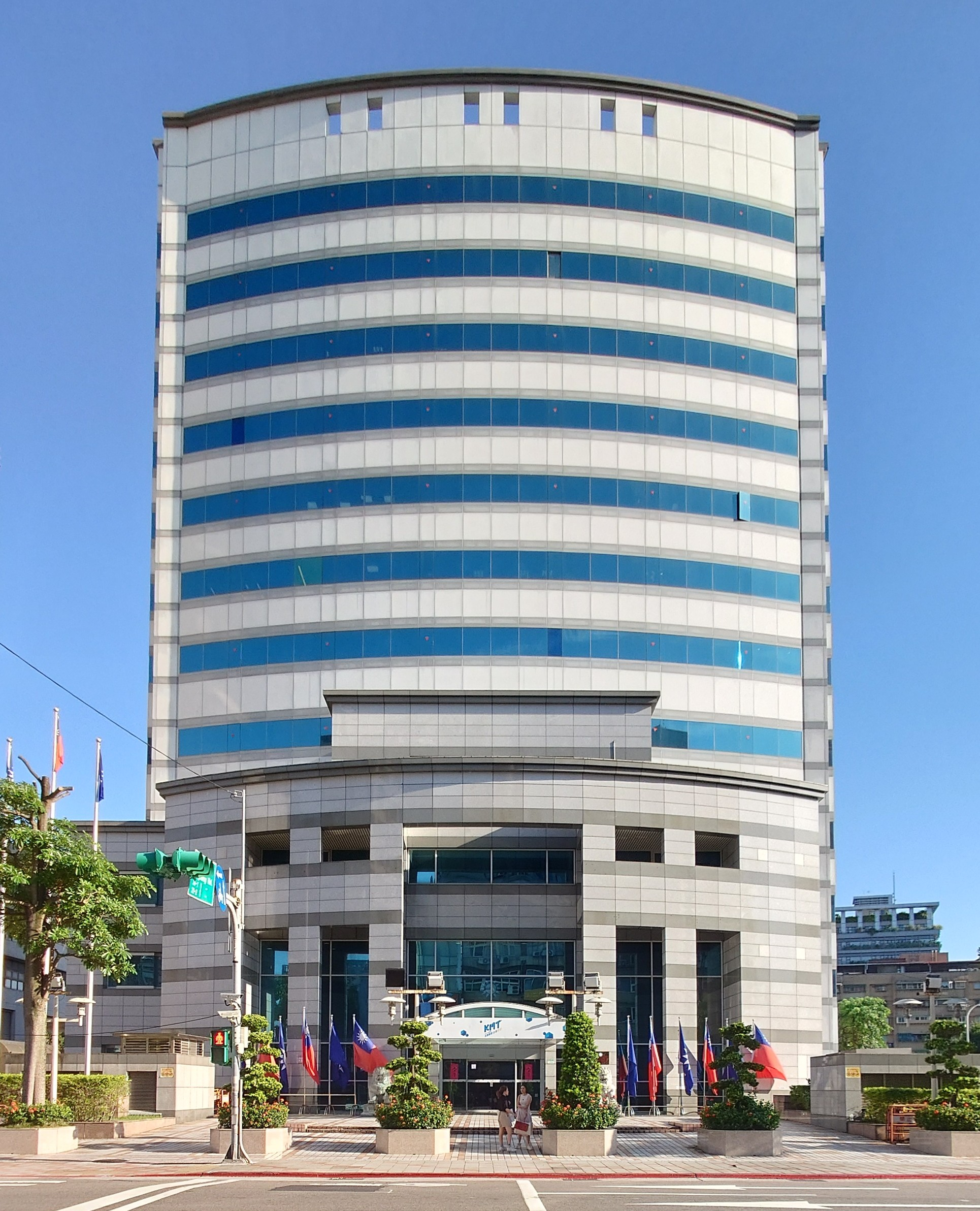
中國國民黨中央黨部目前位於臺北市八德大樓

中國國民黨的黨務組織採委員會制，通稱為「黨部」（1924年為因應聯俄容共的以俄為師之決策，將其黨制改組成以列寧提出、各國共產黨實行的民主集中制為基礎，改良而成的民主集權制，後為因應戡亂時期之反共情勢形式上改為委員會制，實質上並沒改變），主要分中央委員會（即中央黨部）、縣市級委員會、區級委員會、區分部與小組等四級，中央委員會內設有若干單位負責日常的黨務運作。最高權力機構為全國代表大會，每年召開一次，閉會期間由中央委員會行使職權。中央委員會全體會議閉會期間，由中央常務委員會執行職務，是國民黨的最高決策機關。
昔日國民黨在中華民國政府與學校設有多個由中央黨部直接管理的「專業黨部」，例如臺灣戒嚴時期代表中華民國國軍系統的「王師凱黨部」、「賀定成黨部」、「岳忠義黨部」、中華民國警察系統的「劉中興黨部」、內政部警政署刑事警察局中設有「曹大風黨部」、大專院校系統的「孔立德黨部」、臺灣省政府部門系統的「田單黨部」和臺北市政府機關的「陽明黨部」等。經過多次黨務組織改造與精簡後，2024年3月時任國民黨主席朱立倫宣布代表軍系及榮民系統的「黃復興黨部」將轉型為退伍軍人服務工作委員會，為最後一個走入歷史的專業黨部。

### 黨務組織體系
- 中央組織
  - 全國代表大會
    - 中央委員會
      - 中央委員會常務委員會

    - 中央評議委員
- 地方組織
  - 直轄市、縣、市委員會（國內黨部）
    - 鄉、鎮、縣轄市、區委員會
      - 區分部、小組

  - 總支部、中央直屬支部（海外黨部）
    - 支部、中央直屬分部
      - 分部

  - 專業黨部
  - 黨團（主要設於議會；如立法院、縣市議會）

### 中央組織

#### 中央委員會（黨中央）
| 職務   | 姓名                   |
| ------ | ---------------------- |
| 主席   | 朱立倫                 |
| 副主席 | 黃敏惠、夏立言、連勝文 |

| 中央委員會秘書長       | 黃健庭                 |                                            |
| 中央委員會副秘書長     | 江俊霆、李彥秀、謝衣鳯 |                                            |
| 政策委員會執行長       | 傅崐萁                 | 立法院黨團                                 |
| 組織發展委員會主任委員 | 許宇甄                 | 組織部、社會部、海外部、婦女部、退伍軍人部 |
| 文化傳播委員會主任委員 | 林寬裕                 | 宣傳部、新媒體部、黨史館                   |
| 行政服務委員會主任委員 | 吳清炎                 | 總務室、財務室                             |
| KMT Studio召集人       | 葛如鈞                 | 青年部、青年團                             |
| 考核紀律委員會主任委員 | 黃怡騰                 | （無二級單位）                             |
| 革命實踐研究院院長     | 林寬裕                 | （無二級單位）                             |

| 大陸事務部主任             | 林祖嘉         |
| 大陸事務部副主任           | 張國葆、鄧岱賢 |
| 國際事務部主任             | 黃介正         |
| 國際事務部副主任           | 翁聖博         |
| 革命實踐研究院副院長       | 何志勇         |
| 退伍軍人工作委員會主任委員 | 陳永康         |

##### 任務編組
- 退伍軍人工作委員會
- 婦女工作委員會
- 農業漁業工作委員會
- 新住民工作委員會
- 原住民族工作委員會
- 勞工工作委員會
- 客家事務委員會
- 宗教事務委員會
- 科技事業委員會
- 醫療委員會
- 農田水利委員會
- 公教警消委員會

#### 中央委員與中常會
依據《中國國民黨黨章》，全國代表大會選出190位中央委員、以及95位候補委員，任期4年；之後再從中央委員之中選出29人、與符合黨章規定的6名指定人選，共35人為中央常務委員來組成中央常務委員會，任期2年。
| 單位       | 姓名 |
| ---------- | --- |
| 黃復興系統 | 沈慶光、沈智慧、林絲娛、許慧琴、王水利、江碩平、蔡武宏、王海鈞、費鴻泰、楊孟翰、何鷹鷺、羅睿達、史碩仁、李傅中武、沈璀庭、朱珍瑤、牛春茹、吳忠華、張云喬、葉慧珊、關芝綝、張傳貞、田長沛、劉芸彤、林席源、曹明生、吳嘉和     |
| 海外       | 林育良、王桂鶯、張佐民、陳玳珊、王維、林垂佐、黃啟明、金聲白 |
| 大陸台商   | 陳汪全、王伯綸、鄧治平、勤彭蓁、吳家瑩、陳耀鑫、劉力維 |
| 臺北市     | 劉大貝、曾文培、徐弘庭、李德維、許育寧、林奕華、李貴敏、李彥秀、曾銘宗、鄒宏基、闕枚莎、王欣儀、魏辰宇、林玟璇、卓倩慧、魏裕國、賴士葆、趙世聰、曾智偉、陳宜民、陳建維、游淑慧、鍾沛君、魏大川、張斯綱、盧威、李宛平、戴錫欽 |
| 新北市     | 蔣根煌、洪孟楷、柯志恩、鄭丞宏、羅明才、林金結、邱宏濱、莊隆昌、林國春、張智倫、陳偉杰、王威元、林鼎超、江怡臻、陳鴻源、蔡明堂、陳儀君、蔡淑君、蔡健棠、潘德翰、陳政峯、劉思吟、廖先翔                                       |
| 基隆市     | 林沛祥 |
| 桃園市     | 邱奕勝、侯佳齡、張育美、李東成、舒翠玲 |
| 新竹縣     | 邱一峰、林為洲、羅俊傑、范釗、林思銘、上官秋燕 |
| 新竹市     | 呂學樟、黎子渝、鄭正鈐、陳慶齡、王榮貴、彭憲忠 |
| 苗栗縣     | 詹嘉玲、鄭聚然 |
| 臺中市     | 游家富、吳尚鷹、陳俗蓉、洪秋玉、蔡美玲、吳柏勳、陳國辰、陳瑞、黃健豪 |
| 彰化縣     | 謝衣鳳、蕭景田、凃俊任、翁嘉壕 |
| 南投縣     | 游顥、陳秀、 黃世芳、蔡宜助、游文玉、許良基 |
| 雲林縣     | 林文瑞、黃嘉俞、張東凱、吳美霞、王又民 |
| 嘉義縣     | 翁重鈞、郭應昆 |
| 嘉義市     | 羅偉誠、梁樹綸 |
| 臺南市     | 陳宗興、邱素蘭、高思博、陳柏宏、李中岑、王安安、謝龍介、盧崑福、顏東義、林燕祝、李武龍、陳淑玲 |
| 高雄市     | 吳怡玎、侯彩鳳、黃紹庭、吳陳瓊秋、張顯耀、楊煜德、李雅芬、黃柏澤、陳節、呂孟倫、孫健萍、邱于軒、陳若翠、郭倫豪、王鐘賢、朱克雄、鄭安秝                                                                                       |
| 屏東縣     | 楊博仁、周佳琪、黃玉玲、蘇清泉、周品全、任峻賢、黃明賢 |
| 澎湖縣     | 蔡月嬌 |
| 宜蘭縣     | |
| 花蓮縣     | 傅崐萁、徐榛蔚、徐子芳、魏嘉彥 |
| 臺東縣     | 鄭任宗、林琮翰、高美珠 |
| 金門縣     | 陳天成、張馨尹 |
| 連江縣     | 陳雪生 |

中央常務委員會
| 性質                              | 姓名 |
| --------------------------------- | --- |
| 指定中常委（青年）                | 現任全國青工總會總會長：廖怡琇 現任青年團總團長：黃騰憲 |
| 指定中常委                        | 傅崐萁、洪孟楷、邱奕勝、戴錫欽、楊文科、張麗善 |
| 黨代表選任 （須具備中央委員身份） | 陳俗蓉、王伯綸、鄭正鈐、曾文培、蔣根煌、高思博、鄭任宗、陳汪全、侯彩鳳、張育美、徐弘庭、楊博仁、林金結、朱珍瑤、孫健萍、許育寧、林文瑞、黃紹庭、邱素蘭、周孟蓉、蔡宜助、陳慶齡、吳尚鷹、卓倩慧、游文玉、林琮翰、何鷹鷺 |

#### 地方黨部主任委員
| 職務               | 姓名           | 備註                         |
| ------------------ | -------------- | ---------------------------- |
| 臺北市黨部主任委員 | 戴錫欽（代理） | 臺北市議會議長               |
| 新北市黨部主任委員 | 黄志雄         | 前立法委員                   |
| 桃園市黨部主任委員 | 黃敏恭         | 前桃園縣代理縣長             |
| 臺中市黨部主任委員 | 顏文正         |                              |
| 臺南市黨部主任委員 | 謝龍介         | 現任立法委員                 |
| 高雄市黨部主任委員 | 柯志恩         | 現任立法委員                 |
| 宜蘭縣黨部主任委員 | 張建榮         | 前宜蘭縣議會議長             |
| 新竹縣黨部主任委員 | 陳見賢         | 現任新竹縣副縣長             |
| 苗栗縣黨部主任委員 | 邱一峰         |                              |
| 彰化縣黨部主任委員 | 謝衣鳯         | 現任立委、黨副秘書長         |
| 南投縣黨部主任委員 | 楊麗川         | 退役少將                     |
| 雲林縣黨部主任委員 | 張嘉郡         | 現任立法委員                 |
| 嘉義縣黨部主任委員 | 王育敏         | 現任立法委員                 |
| 屏東縣黨部主任委員 | 蘇清泉         | 現任立法委員                 |
| 花蓮縣黨部主任委員 | 盧新發         |                              |
| 臺東縣黨部主任委員 | 吳秀華         | 現任台東縣議會議長           |
| 澎湖縣黨部主任委員 | 陳雙全         | 前澎湖縣議會副議長           |
| 基隆市黨部主任委員 | 林沛祥         | 現任立法委員                 |
| 新竹市黨部主任委員 | 李縉穎         | 前台北市政府秘書處主任研究員 |
| 嘉義市黨部主任委員 | 蔡明顯         |                              |
| 金門縣黨部主任委員 | 陳玉珍         | 現任立法委員                 |
| 連江縣黨部主任委員 | 陳雪生         | 現任立法委員                 |

### 歷任主席
| 歷任                                 | 肖像 | 姓名   | 簡介                                                           | 最高職務                  | 任職時期 |
| ------------------------------------ | ---- | ------ | -------------------------------------------------------------- | ------------------------- | --- |
| 1（理事長）                          |      | 孫中山 | 国民党首任理事长                                               | 臨時大總統 非常大總統     | 1912年于北京湖广会馆成立国民党，选举孙中山任理事长，由宋教仁代行理事长职权。                                                                                  |
| 代理理事长 宋教仁 1912年－1913年     |      |        |                                                                |                           | |
| 1（永久總理）                        |      | 孫中山 | 中華民國国父，創建中國國民黨、三民主義、五權憲法，永久总理     | 臨時大總統 非常大總統     | 1905－1925年實際上為中国同盟会→國民黨→中華革命黨→中國國民黨最高領導人。1919－1925年任中國國民黨總理。先後擔任臨時大總統、非常大總統、护法军政府陸海軍大元帥。 |
| 2                                    |      | 张静江 | 第一任中常会主席                                               | 浙江省政府主席 总统府资政 | 1926年5月，在国民党二届二中全会上，张静江当选中常会主席，成为中国国民党第二任正式领导人。后辞任主席，蔣中正当选主席后，于北伐期间代理主席职务。               |
| 代理主席 张静江 1926年－1927年       |      |        |                                                                |                           | |
| 3                                    |      | 蔣中正 | 第二任中常会主席、第三任中常会副主席                           | 國民政府主席 總統         | 1926年，因张静江辞任，蔣中正当选为中常会主席，成为中国国民党第三任正式领导人。                                                                                |
| 4                                    |      | 胡汉民 | 第三任中常会主席                                               | 立法院院長                | 1935年12月，胡汉民被中国国民党五届一中全会选为中常会主席，蔣中正为副主席。后因胡汉民任内逝世，蔣中正继任为代理主席。                                          |
| 代理主席 蔣中正 1936年－1938年       |      |        |                                                                |                           | |
| 1（永久總裁）                        |      | 蔣中正 | 自中山舰事件後掌握軍權，長期領導中國國民黨和中華民國。永久总裁 | 國民政府主席 總統         | 1926－1975年實際上為中國國民黨最高領導人。1938－1975年任中國國民黨總裁。先後擔任國民政府主席、國民政府軍事委員會委員長、行政院院長、總統。                    |
| 1                                    |      | 蔣經國 | 第一任主席（第一屆）（1975－1988年）                           | 總統                      | 1975－1988年，先後擔任國防部副部長、行政院院長、總統。 |
| 2                                    |      | 李登輝 | 第一任代理主席、第二任主席（第二、三、四屆）                   | 總統                      | 1988－2000年，兼任總統身分。1993年起主席開始實行屆次，任期四年，不再奉行終身制。                                                                              |
| 3                                    |      | 連戰   | 第二任代理主席、第三任主席（第四、五屆）                       | 副總統                    | 2000－2005年，中國國民黨在野時期第一任領導人。曾任副總統和行政院院長。2005年与中共总书记胡锦涛会面。                                                          |
| 4                                    |      | 馬英九 | 第四任主席（第六屆）                                           | 總統                      | 2005－2007年，中國國民黨在野時期第二任領導人。曾任法务部部长和臺北市市長。                                                                                    |
| 代理主席 吳伯雄 2007年 江丙坤 2007年 |      |        |                                                                |                           | |
| 5                                    |      | 吳伯雄 | 第五任主席（第六屆）                                           | 總統府秘書長              | 2007－2009年，中國國民黨在野時期第三任領導人，中國國民黨重新主政後繼續擔任主席至任期屆滿。                                                                    |
| 6                                    |      | 馬英九 | 第六任主席（第七、八屆）                                       | 總統                      | 2009－2014年，中國國民黨重新主政時期第一任領導人，總統兼任党主席。2016年与中共中央總書記习近平会面。                                                          |
| 代理主席 吳敦義 2014年               |      |        |                                                                |                           | |
| 7                                    |      | 朱立倫 | 第七任主席（第八屆）                                           | 行政院副院長              | 2015－2016年，兼任新北市市長身分。曾任行政院副院長和桃園縣縣長。                                                                                              |
| 代理主席 黃敏惠 2016年               |      |        |                                                                |                           | |
| 8                                    |      | 洪秀柱 | 第八任主席（第八屆）                                           | 立法院副院長              | 2016－2017年，中國國民黨第二次在野時期第一任領導人，首位女性主席。                                                                                            |
| 代理主席 林政則 2017年               |      |        |                                                                |                           | |
| 9                                    |      | 吳敦義 | 第九任主席（第九屆）                                           | 副總統                    | 2017年－2020年，中國國民黨第二次在野時期第二任領導人。曾任副總統和行政院院長。2020年中華民國總統副總統及立法委員選舉敗選率主管總辭。                          |
| 代理主席 林榮德 2020年               |      |        |                                                                |                           | |
| 10                                   |      | 江啟臣 | 第十任主席（第十屆）                                           | 立法院副院長              | 2020年－2021年，兼任立法委員身分。2024年起，任立法院副院長。                                                                                                  |
| 11                                   |      | 朱立倫 | 第十一任主席（第十一屆）                                       | 行政院副院長              | 2021年至今；第二次當選。 |

## 派系
國民黨早期著名的派系有黃埔系、土木系、CC系，近期則有主流派、非主流派 (中國國民黨)。
| 派系                              | 代表人物                                                     | 演变 | 政策 |
| --------------------------------- | ------------------------------------------------------------ | --- | --- |
| 保守派 （主流派、外省派）         | 連系（連戰、連勝文）、馬系（馬英九）、朱立倫、盧秀燕、蔣萬安 | 早期以連戰為首，馬英九在2008年當選總統後成為了保守派的龍頭，此後馬長期主導國民黨黨政多年。2021年，朱立倫成功當選國民黨主席，被部分評論員稱為「保守派的復辟」。 | 其立場接近基於中華民國憲法的一個中國（憲法一中），主張維持台海現狀、一中各表，推動與中國大陸進行經貿合作，同時與美國和日本保持友好關係。 |
| 本土派 （少部分特例具有外省背景） | 王金平、侯友宜、韓國瑜、國民黨地方派系                       | 早年本土派以李登輝為首。1999年王金平獲李登輝提名及支持出任立法院院長，此後成為國民黨本土派的龍頭。2013年，国民党内马英九与王金平的矛盾造成九月政爭，削弱了国民党的执政聲望。2018年，韓國瑜在競選高雄市長的期間，其陣營在地方派系支持下整合了以王金平為首的本土派支持者並在選戰中勝出。2024年中華民國總統選舉由本土派的時任新北市長侯友宜代表中國國民黨參選總統，侯友宜也是繼李登輝後第二位本省籍國民黨總統候選人。2024年韓國瑜在地方派系支持下出任立法院院長。 | 3D戰略（侯友宜在競選總統期間提出）：Deterrence（嚇阻）、Dialogue（對話）、De-escalation（降低緊張） |
| 军系 （包含前新國民黨人馬）       | 郝柏村、許歷農、郝龍斌、趙少康、洪秀柱、黃復興工作委員會     | 以蔣中正的黃埔系為主，1990年起，黃埔軍校第十二期郝柏村等人反對李登輝組成非主流派，多數有外省背景，部分人士傾向狹義的統派。其成員多隶属于黃復興黨部，且有一定的勢力。早年非主流派隨著國民黨黨內矛盾而發展出立法院的新國民黨連線（後退出國民黨另組新黨）、許歷農領導的新同盟會等，:203後來在李登輝離開國民黨之後郝柏村等人跟前新國民黨連線人馬陸續重返國民黨。2024年國民黨主席朱立倫宣布推動組織改造，黃復興轉型成退伍軍人服務工作委員會，在組發會設立退伍軍人部，引發基層反彈黃復興正副主委主動辭職，，台中市議員李中與楊大鋐表示將成立台中市黃復興聯誼會爭取2025年全國黨代表大會名額。 | 其兩岸立場較接近狹義的統派。 黃復興黨部曾提出「『中國國民黨』絕對不能改為『台灣國民黨』」、「『台灣獨立』絕對不能成為中國國民黨主張的選項」、「本黨中央黨部大樓不宜遷移」、「儘速恢復『中正紀念堂』與『大中至正』匾額，以及軍中蔣公銅像」等建議案。 |

### 政治團體
集思早餐會
簡稱集思會。成立於1988年4月22日，活躍至1990年代初期，被認為屬於親李登輝的「主流派」派系，其主張常與新國民黨連線相左。
草協聯盟與制度者聯盟
在2016年總統暨立委大選敗選後，李正皓、徐巧芯、楊偉中等人在黨內成立「草協聯盟」，由親近馬英九的人士組成，主張讓青年在黨內有主體性並主張黨內的改革。隨後以邱毅為首的若干人成立「制度者聯盟」，由親近洪秀柱的人士組成，和草協聯盟抗衡，認為草協聯盟才是需要「被改革的人」。上述兩團體皆於2016年內停止運作，形同解散。
戰鬥藍
2021年9月，時任中廣董事長趙少康宣布成立「戰鬥藍」，並公布初期加入之72位民意代表名單，累計有72名藍營民代加入，分別為27名國民黨立委，以及來自各縣市的45名議員。2024年中華民國總統副總統及立法委員選舉期間，戰鬥藍提出了「八大政見」，包括：內閣制、恢復特偵組等等。在2024年中華民國總統選舉中，趙少康與國民黨總統候選人侯友宜搭檔參選副總統，但以敗選告終。

## 參與的主要選舉

### 總統副總統選舉
| 選舉          | 總統候選人 | 副總統候選人 | 得票數    | 得票率 | 當選標記 |
| ------------- | ---------- | ------------ | --------- | ------ | -------- |
| 1996年·第9任  | 李登輝     | 連戰         | 5,813,699 | 54.00% |          |
| 2000年·第10任 | 連戰       | 蕭萬長       | 2,925,513 | 23.10% |          |
| 2004年·第11任 | 連戰       | 宋楚瑜       | 6,442,452 | 49.89% |          |
| 2008年·第12任 | 馬英九     | 蕭萬長       | 7,659,014 | 58.45% |          |
| 2012年·第13任 | 馬英九     | 吳敦義       | 6,891,139 | 51.60% |          |
| 2016年·第14任 | 朱立倫     | 王如玄       | 3,813,365 | 31.04% |          |
| 2020年·第15任 | 韓國瑜     | 張善政       | 5,522,119 | 38.61% |          |
| 2024年·第16任 | 侯友宜     | 趙少康       | 4,671,021 | 33.49% |          |

### 國會選舉
| 選舉                              | 區域、原住民、團體 | 區域、原住民、團體 | 不分區、僑選、政黨 | 不分區、僑選、政黨 | 席次總計 | 席次總計  | 注釋  |
| 選舉                              | 得票率             | 當選席次           | 得票率             | 當選席次           | 百分比   | 總數      | 注釋  |
| --------------------------------- | ------------------ | ------------------ | ------------------ | ------------------ | -------- | --------- | ----- |
| 1986年·第1屆第3次增額國民大會代表 | 未知               | 68 / 84            | 無此選區           | 無此選區           | > 81%    | 68 / 84   | [ a ] |
| 1986年·第1屆第5次增額立法委員     | 未知               | 59 / 73            | 總統遴選           | 20 / 27            | > 79%    | 79 / 100  | [ a ] |
| 1989年·第1屆第6次增額立法委員     | 未知               | 72 / 101           | 總統遴選           | 22 / 29            | > 73%    | 94 / 130  | [ a ] |
| 1991年·第2屆國民大會代表          | 69.11%             | 179 / 225          | 參考區域           | 75 / 100           | 78.15%   | 254 / 325 | [ b ] |
| 1992年·第2屆立法委員              | 53.02%             | 72 / 125           | 參考區域           | 23 / 36            | 59.01%   | 95 / 161  | [ b ] |
| 1995年·第3屆立法委員              | 45.63%             | 67 / 128           | 參考區域           | 18 / 36            | 51.83%   | 85 / 164  |       |
| 1996年·第3屆國民大會代表          | 49.68%             | 129 / 234          | 參考區域           | 54 / 100           | 54.79%   | 183 / 334 |       |
| 1998年·第4屆立法委員              | 45.46%             | 96 / 176           | 參考區域           | 27 / 49            | 54.67%   | 123 / 225 |       |
| 2001年·第5屆立法委員              | 28.56%             | 53 / 176           | 參考區域           | 15 / 49            | 30.22%   | 68 / 225  |       |
| 2004年·第6屆立法委員              | 32.83%             | 61 / 176           | 參考區域           | 18 / 49            | 35.11%   | 79 / 225  |       |
| 2005年·任務型國民大會代表         | 無此選區           | 無此選區           | 38.92%             | 117 / 300          | 39.00%   | 117 / 300 | [ c ] |
| 2008年·第7屆立法委員              | 53.50%             | 61 / 79            | 51.23%             | 20 / 34            | 71.68%   | 81 / 113  | [ c ] |
| 2012年·第8屆立法委員              | 48.12%             | 48 / 79            | 44.55%             | 16 / 34            | 56.64%   | 64 / 113  |       |
| 2016年·第9屆立法委員              | 38.71%             | 24 / 79            | 26.91%             | 11 / 34            | 30.97%   | 35 / 113  |       |
| 2020年·第10屆立法委員             | 40.57%             | 25 / 79            | 33.36%             | 13 / 34            | 33.63%   | 38 / 113  |       |
| 2024年·第11屆立法委員             | 40.44%             | 39 / 79            | 34.58%             | 13 / 34            | 46.01%   | 52 / 113  |       |

### 地方首長選舉
| 選舉                    | 得票率 | 當選席次 | 選後執政直轄市與縣市數 | 注釋  |
| ----------------------- | ------ | -------- | ---------------------- | ----- |
| 1989年·縣市長           | 未知   | 14 / 21  | 省制尚未虛級化         |       |
| 1993年·縣市長           | 未知   | 15 / 23  | 省制尚未虛級化         | [ d ] |
| 1994年·省長、直轄市長   | 56.22% | 2 / 3    | 省制尚未虛級化         | [ e ] |
| 1997年·縣市長           | 未知   | 8 / 23   | 9 / 25                 |       |
| 1998年·直轄市長         | 未知   | 1 / 2    | 9 / 25                 | [ f ] |
| 2001年·縣市長           | 未知   | 9 / 23   | 10 / 25                |       |
| 2002年·直轄市長         | 未知   | 1 / 2    | 10 / 25                |       |
| 2005年·縣市長           | 未知   | 14 / 23  | 15 / 25                |       |
| 2006年·直轄市長         | 未知   | 1 / 2    | 15 / 25                |       |
| 2009年·縣市長           | 47.88% | 12 / 17  | 16 / 25                | [ g ] |
| 2010年·直轄市長         | 44.54% | 3 / 5    | 15 / 22                |       |
| 2014年·直轄市長、縣市長 | 40.70% | 6 / 22   | 6 / 22                 | [ h ] |
| 2018年·直轄市長、縣市長 | 48.79% | 15 / 22  | 15 / 22                |       |
| 2022年·直轄市長、縣市長 | 50.14% | 14 / 22  | 14 / 22                |       |

## 黨際關係

### 國共關係

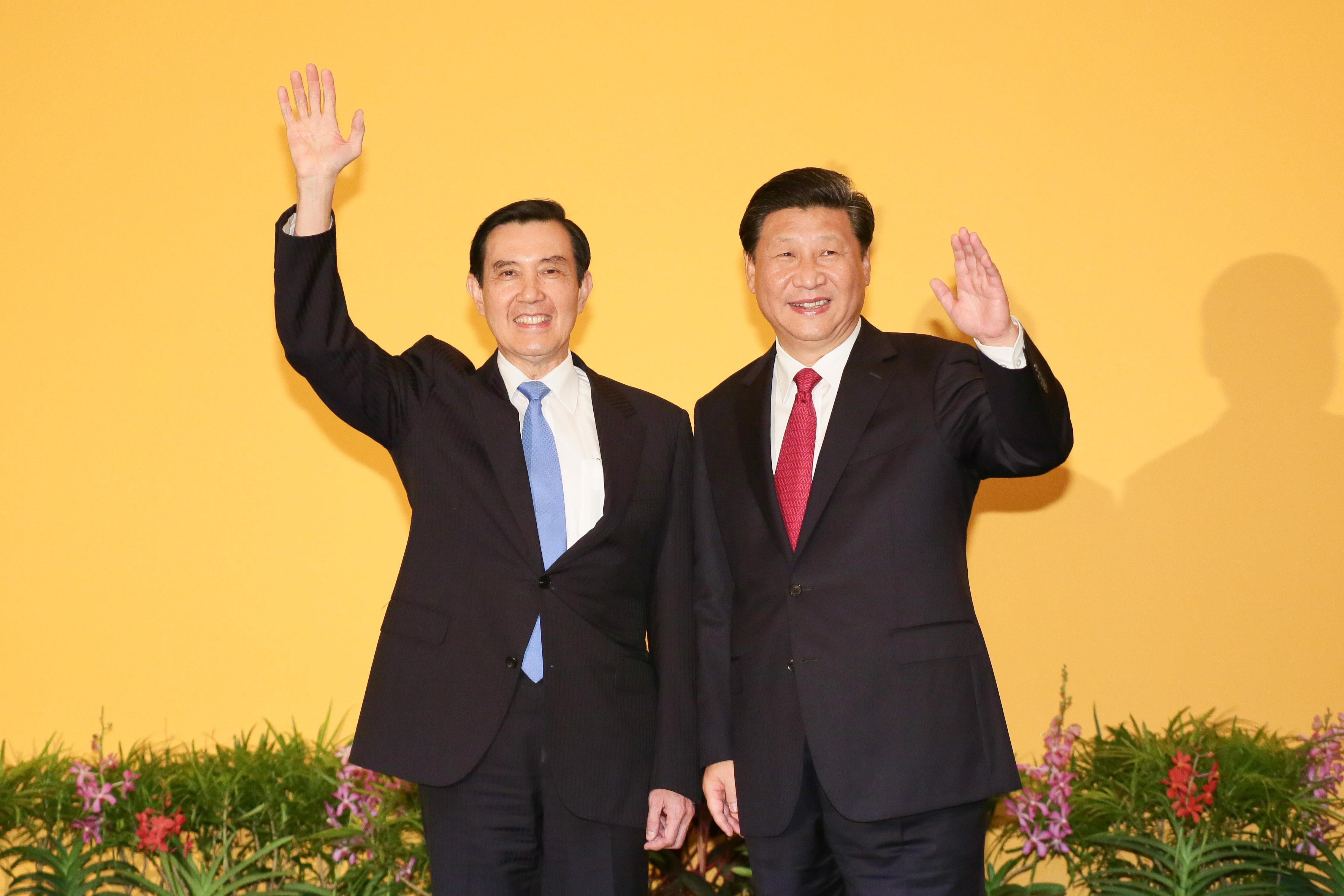
海峽兩岸領導人馬英九（左）和习近平（右）在會面時向媒體揮手

中國國民黨與中國共產黨之間的關係經歷了1923年孫文越飛宣言後的合作，1927年後的分裂，並導致了第一次國共內戰。1936年西安事變後，國共第二次合作，共同抗日。抗戰勝利後，第二次國共內戰爆發，1949年共產黨取得勝利，在北京建立政權。國民黨被迫遷往臺灣，此後雙方进行了多年的武裝對峙，并在國際層面上爭奪對中國的代表權。2005年國民黨領導人連戰首次與共產黨領導人胡錦濤會面，此後两黨開始較緊密的聯絡，两黨關係成為海峽两岸的聯絡渠道之一。2015年5月4日，中國國民黨主席朱立倫和中國共產黨中央委員會總書記習近平在北京人民大會堂會晤。朱立倫在會晤上再次加深了九二共識，並提出“雙方達成兩岸同屬一中，但內涵定義有所不同”。同年11月7日，國民黨籍中華民國總統馬英九與習近平在新加坡會面。2016年11月1日下午，時任國民黨主席洪秀柱和中共中央總書記習近平在北京人民大會堂會晤。國共两黨領導人共稱堅決反對“臺獨”。

### 泛藍陣營
泛藍陣營是指持“反對臺灣獨立、支持中華民國、強調中華文化傳承”等主張的各種團體之總稱。原指稱國民黨以及由其分裂產生的新黨與親民黨。目前包含國民黨和新黨，但新黨影響力大不如前，惟新黨與黃復興黨部關係密切。洪秀柱曾表示，歡迎宋楚瑜（親民黨）及郁慕明（新黨）“回家”。不過當時，親民黨與新黨對洪秀柱的議題反應并不熱情，要國民黨先把“家務事”處理好再說。

### 泛绿阵营
2016年5月7日，时任国民党主席洪秀柱指出，未来国民党与民进党关系乃是“良性竞争、不是恶性斗争”的关系。

### 黨產問題

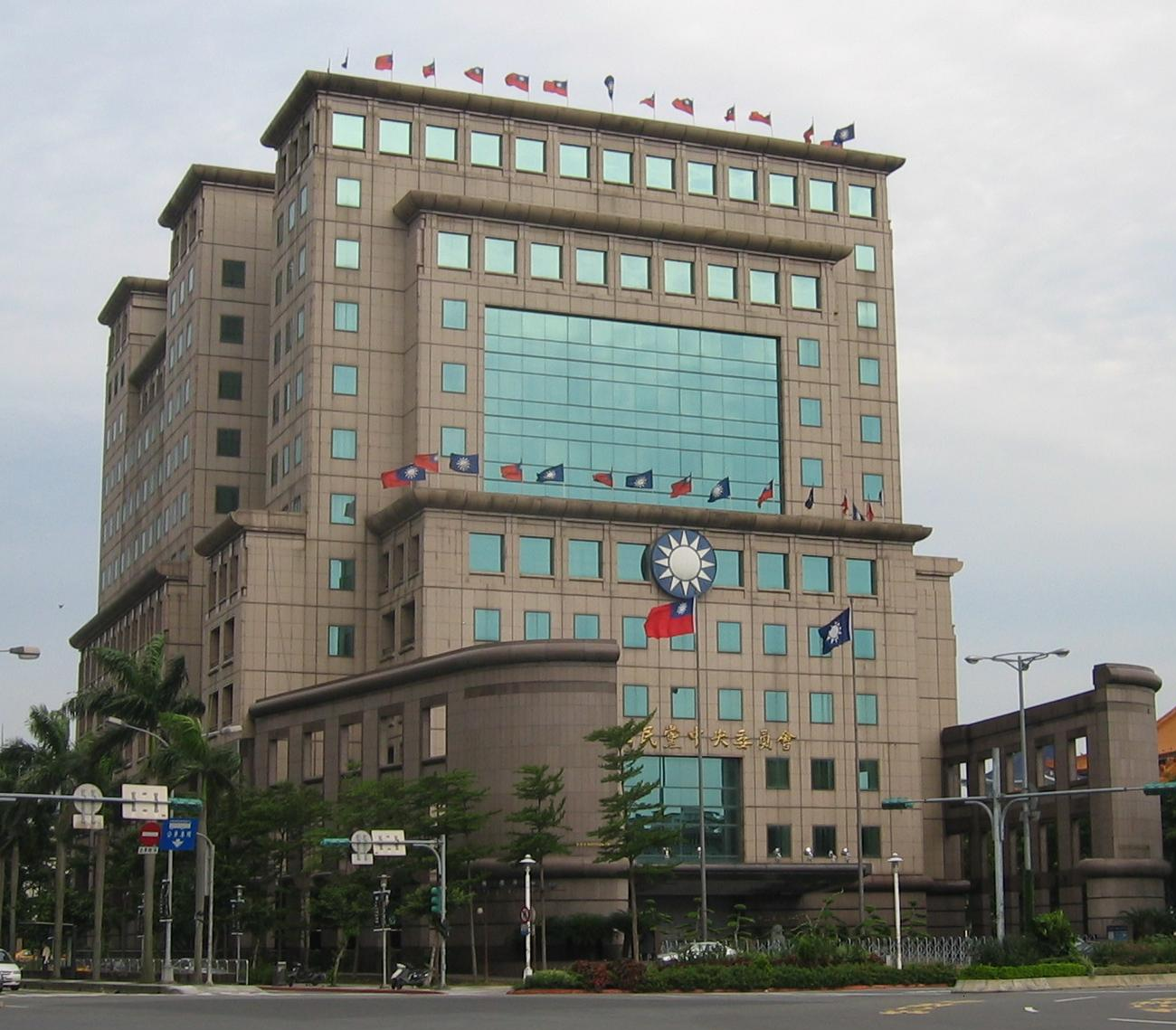
1998年落成的中國國民黨中央委員會大樓，原址為日本赤十字社台灣支部屬於不當黨產，2006年售與張榮發基金會

中國國民黨黨產爭議，指自1945年8月15日日本撤戰败無條件投降後，國民黨在以黨領政的動員戡亂時期中，在臺灣地區及海外的財產。來源主要包括遷臺資產，接收日產，國庫輸送，以徵收、轉帳撥用、低價收購等方式，將國家資產或轉成黨產，及經營特許黨營事業等等。國民黨黨產的爭議一直以來備受關注，前臺灣省政府主席吳國楨1954年2月寫了一封信給國民大會，痛陳政府六大缺失，第一條是：「一黨專政。國民黨之經費，非由黨員之捐助，乃係政府，即國民之負擔。這種國庫通黨庫做法，除共產極權國家外，實為今古所無。」1958年的《自由中國》雜誌也出現批評的聲浪。1998年底黨產曾高達918億元，長期以來為帳目上全世界最有錢政黨。2022年內政部公布政黨財務申報，國民黨帳面總資產達232億餘元，仍居全台之冠；8月18日，臺北高等行政法院判決國民黨黨產中最大部分，中央投資和欣裕台公司全部股權交歸國有。

### 衍生政党
按成立时间顺序排列
| 组织                            | 存在时期                            | 注释 |
| ------------------------------- | ----------------------------------- | --- |
| 中国国民党革命委员会 (南昌起义) | 1927年8月－1927年10月               | 1927年南昌起义后，以谭平山为首的部分中国国民党中央委员，在南昌召开了“国民党中央委员及各省区特别市和海外各党部代表联席会议”，通过了《中央委员宣言》，成立了该政治组织。 |
| 中国国民党临时行动委员会        | 1927年－1935年                      | 1927年11月，国民党左派宋庆龄、邓演达等以“中国国民党临时行动委员会”名义，发表《对中国及世界革命民众宣言》。1930年，邓演达在上海主持召开第一次全国干部会议，成立中国国民党临时行动委员会。邓演达希望能在国共两党之外，形成第三种势力，在中国建立资产阶级共和国，因此中国国民党临时行动委员会也被称为“第三党”。 1931年11月29日，邓演达被國民政府秘密處決于南京。此后，该党转入地下。 |
| 生產人民黨                      | 1933年－1934年                      | 1933年11月20日福建事變後，領導事變的蔣光鼐、蔡廷鍇、陳銘樞、李濟深、黃琪翔等人召開會議，決定解散或脫離原有的黨派，以集體簽名的方式共同組織生產人民黨。會議通過了黨綱，，並公推陳銘樞為總書記。會後，當時在福建的脫離中國國民黨的分子，已解散的第三黨成員，少數的中國共產黨脫黨分子以及十九路軍部分軍官均參加了生產人民黨。生產人民黨成立後，並沒有開展大的活動，福建事變失敗後，該黨曾轉移到香港，存在一段時間即自行解體。 |
| 中国农工民主党                  | 1930年8月9日至今（1947年2月改現名） | 1947年2月，第三黨在上海召开第四次全国干部会议，改党名为中国农工民主党，选举章伯钧为中央执行委员会主席。1949年9月，农工党代表彭泽民、郭冠杰、李士豪等出席中国人民政治协商会议第一届全体会议，参与制定《共同纲领》，该党领袖章伯钧入政府任交通部长。农工党分别于1949年、1951年召开第五、六次全国干部会议。1957年反右运动中，大批农工党党员被划为右派，其中最著名的十大右派是：韩兆鹗、张申府、章伯钧、黄琪翔、黄现璠、李士豪、李伯球、张云川、邓昊明、李述中。 |
| 中国国民党 (汪精卫政权)         | 1939年－1945年                      | 汪精卫政权的执政党。1939年8月28日至30日，汪精卫在上海极司菲尔路76号秘密召开中国国民党第六次全国代表大会。汪精卫担任大会临时主席，作了有关时局的政治报告。大会通过《整理党务决议案》及两件临时动议，决定重庆国民党的所有一切决议及命令完全无效，并推选汪精卫为中国国民党中央执行委员会主席。1945年8月15日，日本投降。8月16日下午4时，陈公博、周佛海在南京召开中央政治委员会临时会议，宣布取消国民政府及其所有机构，成立南京临时政务委员会和治安委员会，汪精卫政权国民党随之解散。                                                                                         |
| 三民主义同志联合会              | 1945年－1949年                      | 创始人：李济深（黨主席）、何香凝、蔡廷锴；称“民联”，是八年抗戰後，中国国民党内一部分反对蒋介石的人士而组成的政党组织。1945年10月28日在中國重庆成立，由谭平山等发起。该黨核心為三民主义，主张国民党立即自动结束党治，各民主黨派一律平等，建立举国一致的民主联合政府；实行民生主义的计划经济，节制私人资本，发展国家资本，平均地权；保障人民的基本自由；軍隊國家化等。 |
| 中国国民党民主促进会            | 1946年－1949年                      | 创始人：李济深（黨主席）、何香凝、蔡廷锴；國民黨左派在重慶成立「三民主義同志聯合會」（簡稱“民聯”）。民國35年（1946年）4月，國民黨左派在廣州成立「中國民主促進會」（非“民進”），後更名為「中國國民黨民主促進會」（簡稱“民促”）。民國37年（1948年）1月1日，民聯、民促等國民黨左派人士在香港聯合建立「中國國民黨革命委員會」（簡稱“民革”），民聯和民促繼續存在。1949年10月中華人民共和國建立後，11月，民聯、民促并入民革，宣告結束。中國國民黨革命委員會成為接受中國共產黨領導的「民主黨派」，和目前在台灣的中國國民黨並無主從關係。                                        |
| 中国国民党革命委员会            | 1948年1月1日至今                    | 创始人：宋庆龄（首位名誉主席）、李济深（首任主席）、何香凝（第二任主席）、谭平山等；國民黨左派在重慶成立「三民主義同志聯合會」（簡稱“民聯”）。民國35年（1946年）4月，國民黨左派在廣州成立「中國民主促進會」（非“民進”），後更名為「中國國民黨民主促進會」（簡稱“民促”）。民國37年（1948年）1月，民聯、民促等國民黨左派人士在香港聯合建立「中國國民黨革命委員會」（簡稱“民革”），民聯和民促繼續存在。1949年10月中華人民共和國建立後，11月，民聯、民促并入民革，宣告結束。中國國民黨革命委員會成為接受中國共產黨領導的「民主黨派」，和目前在台灣的中國國民黨並無主從關係。 |
| 中國民眾黨                      | 1987年－                            | 國民黨部分老黨員因不滿國民黨腐化而成立「中國民眾黨」，總裁爲王忠泉。中國民眾黨爲國家社會主義政黨。 |
| 新黨                            | 1993年8月10日至今                   | 因統獨爭議與黑金疑雲，以及對當時黨主席李登輝的諸多不滿與其台獨傾向路線的不認同，中國國民黨黨內的非主流派與以中國國民黨新生代為主的黨內深藍次級團體「新國民黨連線」另行组成「新黨」，以趙少康、王建煊等為首。其在臺灣的政治光譜為深藍。 |
| 親民黨                          | 2000年3月31日至今                   | 前民選臺灣省省長宋楚瑜因政策路線岐異，與當時黨主席李登輝分道揚鑣，自行參加2000年中華民國總統大選，後因泛藍分裂選舉失利，部份黨員退出中國國民黨，2000年與若干非國民黨員另行組建以宋楚瑜為首的「親民黨」。 |
| 台灣團結聯盟                    | 2001年8月12日至今                   | 部份前國民黨黨員在遭開除的前黨主席李登輝與前內政部部長黃主文等人的帶領下另外组成「台灣團結聯盟」，李登輝為台聯精神領袖，但並非台聯黨員。其在臺灣的政治光譜為泛綠偏獨，與國民黨大相逕庭。 |
| 民國黨                          | 2015年1月27日－2019年1月25日        | 國民黨在2014年九合一選舉失利，又面臨2016年總統及立法委員大選，黨內掀起一波「跳船潮」。前國民黨中常委徐欣瑩退出國民黨後成立民國黨。2019年民國黨併入國會政黨聯盟。 |

## 精神黨員
根據《中國國民黨黨章》第二章《黨員》第七條：
不具中華民國國籍者，認同三民主義，志願與本黨共同致力國家和平發展者，均視為本黨之精神黨員。——《中國國民黨黨章》，中華民國110年10月30日第二十一屆第一次全國代表大會（現場加視訊方式）第二十五次修正
马英九领导下的中国国民党曾在官方网站上开辟论坛，和中国大陆的国民党精神党员展开直接交流。在2007年，因中国泛蓝联盟各地成员被当局强行带走，中国国民党曾考虑在党章中删除精神党员。

## 關連項目
黨文化
- 中國國民黨黨歌兼中華民國國歌
- 三民主義
- 中國國民黨的社會主義思想

背景
- 中華民國歷史
- 中華民國政治
  - 中華民國政黨

黨史与派系
- 前身：興中會、中國同盟會、國民黨 (1912年)、中華革命黨
- 自其分裂出的政黨：中國國民黨革命委員會、中國農工民主黨、新黨、親民黨、台灣團結聯盟、民國黨
- 泛藍、中國泛藍聯盟、香港親台團體、親中華民國
- 中國國民黨全國代表大會、中國國民黨中央委員會、黃復興黨部、韓粉
- 集思早餐會、新國民黨連線

國共關係
- 國共內戰

爭議
- 對中國國民黨的批評與爭議

## 外部連結
- 官方网站
- 中國國民黨KMT的Facebook專頁
- 中國國民黨KMT的Instagram帳戶
- 中國國民黨KMT的Threads
- 中國國民黨的X（前Twitter）
- YouTube上的中國國民黨KMT頻道
- 中國國民黨的TikTok